# Achille Varzi
| Achille Varzi                       | Achille Varzi                  |
| ----------------------------------- | ------------------------------ |
| Achille Varzi 1931.                 |                                |
| Državljanstvo                       | talijansko                     |
| Europsko automobilističko prvenstvo |                                |
| Sezone                              | 1931. − 1932., 1935. − 1937.   |
| Momčadi                             | Bugatti, Auto Union            |
| Utrke                               | 14                             |
| Prvenstva                           | 0                              |
| Pobjede                             | 1                              |
| Podiji                              | 3                              |
| Prvo startno mjesto                 | 1                              |
| Najbrži krugovi                     | 1                              |
| Prva utrka                          | Velika nagrada Italije 1931.   |
| Prva pobjeda                        | Velika nagrada Francuske 1931. |
| Posljednja pobjeda                  | Velika nagrada Francuske 1931. |
| Posljednja utrka                    | Velika nagrada Italije 1937.   |

Achille Varzi (Galliate, Pijemont, Kraljevina Italija, 8. kolovoza 1904. - Staza Bremgarten, Bern, Švicarska, 1. srpnja 1948.) je bio talijanski vozač motociklističkih i automobilističkih utrka.
Rođen 1904. u obitelji bogatog pijemontskog trgovca tekstilom, Achille se počeo utrkivati u motociklizmu u tinejdžerskim danima, kao i njegov brat Angelo. Prvu značajniju pobjedu ostvario je 1922. na stazi Tigullio s motociklom Garelli 350. Sljedeće 1923. osvojio je talijansko prvenstvo u klasi 350 cc, pobijedivši na stazama Perugia, Busto Arsizio, Padova, Parma-Poggio Berceto i Lario. Na utrci Tourist Trophy 1924. doživio je incident, kada je, da bi izbjegao drugog vozača koji je pao, udario u zid, no prošao je s lakšim ozljedama. Godine 1926. nastupio je na utrci Isle of Man TT, gdje je u klasi 500 cc osvojio sedmo mjesto, da bi sljedeće 1927. na istoj utrci u klasi 250 cc osvojio peto mjesto. U to vrijeme, upoznao je sunarodnjaka Tazija Nuvolarija, koji mu je ubrzo postao veliki prijatelj. U sezoni 1928. dva su talijanska motociklista odlučili prijeći u svijet automobilizma. Osnovali su zajedničku momčad, kupili dva Bugattija, i do kraja iste sezone razišli se zauvijek. Zapravo nije posve jasno što se dogodilo među njima, ali do kraja karijere obojici je najveći cilj biti pobijediti onoga drugog.
Godine 1929. pobijedio je na Velikoj nagradi Monze i na utrci Coppa Acerbo, a prvu veliku pobjedu u automobilizmu, ostvario je 1930. na utrci Targa Florio u Alfa Romeu ispred Louis Chirona u Bugattiju. Potkraj utrke, Varzi je vozio s probušenim rezervoarom, te je njegov mehaničar, kada bi Varzi prolazio preko boksa, u vožnji dosipao gorivo iz kante, tako da bi na momente čitav stražnji kraj Alfa Romea bio u plamenu od onoga što bi se prosulo preko vrućeg auspuha. Chiron je s druge strane imao dva oštećena kotača u utrci, ali samo jedan rezervni. Iste godine pobjeđuje na Velikoj nagradi Španjolske i Velikoj nagradi San Sebastiána vozeći Maserati. Na utrci Mille Miglia 1930. bio je u direktnoj borbi za pobjedu s Nuvolarijem. Varzi je startao ranije i mirno kontrolirao utrku, no u nastavku ga je Nuvolari pretekao, nakon čega je desecima kilometara vozio bez svjetala kako ga Varzi ne bi uočio, prateći stazu po putanji njegovih stražnjih svjetala i mjesečini, te tako stigao do pobjede.
U Europskom automobilističkom prvenstvu je nastupao 1931. i 1932. za Bugatti. U dvije sezone odvezao je ukupno pet utrka, no samo jednu je uspio završiti, onu na stazi Montlhéry 1931., gdje se vozila Velika nagrada Francuske, na kojoj je sa suvozačem Louisom Chironom stigao do pobjede.
Sljedeće dvije godine, Europsko automobilističko prvenstvo se nije održavalo, ali je Varzi u tom razdoblju ostvario nekoliko pobjeda, među kojima je najznačajnija ona na Velikoj nagradi Monaka 1933. Varzi je u Bugattiju startao s pole positiona, dok je u drugom startnom redu na četvrtom mjestu bio Tazio Nuvolari u Alfa Romeu. U drugom krugu utrke, Nuvolari je sustigao Varzija. Tijekom sljedećih 97 krugova, nikada nisu bili udaljeni više od duljine bolida, a vodstvo se mijenjalo svakih nekoliko krugova. Nuvolarijev je Alfa Romeo bio brži na ravnicama, pa ga je bilo nešto teže preteći, te je vodio u 66 krugova spram Varzijevih 34. No, ni Bugatti nije bio za baciti, nadoknađujući manjak brzine boljim ponašanjem kroz zavoje. U predzadnjem, 99. krugu, na usponu prema Casinu, obojica su u konačnom obračunu natjerali svoje motore u visoke okretaje, preko limita. Niti jedan nije popustio, bilo je to pitanje časti. Bugattijev je motor izdržao, Alfa Romeov nije. Nuvolari je završio utrku s bolidom u plamenu, a kasnije je diskvalificiran jer mu je mehaničar pomogao guranjem bolida. Godine 1934. pobijedio je i na Targa Floriju i na utrci Mille Miglia, a pobijediti na te dvije utrke u istoj godini, uspjelo je nakon njega još samo Clementeu Biondettiju i Stirlingu Mossu.
Kada je Europsko automobilističko prvenstvo ponovo uspostavljeno 1935., Varzi je potpisao za ambicioznu njemačku momčad Auto Union. Iskustvo vožnje revolucionarnog bolida s motorom smještenim iza vozača, nije mu najbolje leglo. Ostvario je nekoliko pobjeda na utrkama koje se nisu računale za prvenstvo, no u samom prvenstvu je bio lošiji od momčadskih kolega Hansa Stucka i Bernda Rosemeyera. Sljedeće 1936. osvojio je dva postolja na Velikoj nagradi Monaka i Velikoj nagradi Švicarske, no sezonu je završio na četvrtom mjestu konačnog poretka vozača, za razliku od Stucka koji je osvojio titulu viceprvaka i Rosemeyera koji je osvojio naslov prvaka. U to vrijeme, upoznao je Ilse Pietsch, suprugu Paula Pietscha, s kojom je započeo vezu. Nakon što se neko vrijeme mučio s povremenim upalama slijepog crijeva, Varzi ga je napokon dao izvaditi, a tijekom bolnog oporavka od operacije, Ilse mu je ponudila sredstvo za ublažavanje bolova koje je i sama učestalo koristila, morfij. Prvi znak da nešto nije u redu, bila je Velika nagrada Tunisa 1936. Na stazi na kojoj je ranije briljirao i pobjeđivao, Varzi se pojavio neobrijan, rastresen i šutljiv. Na brzom dijelu staze izletio je, a njegov Auto Union se smirio naslonjen na kaktus. Nije posve izvjesno je li izlijetanje bilo posljedica pucanja ovjesa ili vozačke greške, ali nakon gotovo desetljeća nastupanja Varzi je doživio prvu nesreću u karijeri, vrlo vjerojatno s organizmom punim morfija od prethodne večeri. Pukom srećom iz nje je izašao neozlijeđen, nakon čega su uslijedile godine lutanja i borbe protiv ovisnosti, koja je postala javno poznata. Propuštao je utrke bez najave, nastupao sve manje, a početkom 1939. zbog problematičnog ponašanja i problema s drogom, ukinuta mu je trkaća licenca. Za vrijeme Drugog svjetskog rata, dio vremena je proveo po švicarskim klinikama za odvikavanje od ovisnosti. Po završetku rata, posve neočekivano, vratio se na trkaću scenu.
Od 1946. do 1948., zajedno s Jean-Pierrom Wimilleom i Carlom Feliceom Trossijem, nastupao je za Alfa Romeo na neprvenstvenim utrkama Formule 1. Na Velikoj nagradi Valentina 1946., stigao je do pobjede ispred Wimillea, dok je na Velikoj nagradi Švicarske i Velikoj nagradi Belgije 1947.,, osvojio dva druga mjesta, iza Wimillea, a ispred Trossija. Posljednju pobjedu je ostvario na Velikoj nagradi Barija 1947., dok je još jedno drugo mjesto iza pobjednika Trossija, osvojio na Velikoj nagradi Italije iste godine.
Na Bremgartenu, gdje se vozila Velika nagrada Švicarske, na treningu po jakoj kiši, Varzi je u zavoju Jordenrampe izgubio kontrolu i izletio sa staze. Nekoliko puta se okrenuvši oko osi, Varzijev Alfa Romeo 158 se gotovo zaustavio prije ograde koje je dijelila stazu od šume, ali ipak je u nju udario silom dostatnom da se od tog naizgled ne preopasnog udarca prevrne i pritom slomi vrat nesretnom Varziju. Samo nekoliko sekundi potom, Louis Chiron je zaustavio svoj bolid pokraj Varzija, ali Talijanu pomoći nije bilo. Osim Varzija, na Grand Prix vikendu u Švicarskoj, Omobono Tenni, dvostruki europski prvak, poginuo je u motociklističkoj utrci održanoj prije treninga za Veliku nagradu Švicarske, dok je domaći natjecatelj Christian Kautz, poginuo na Velikoj nagradi.
Zbog Varzijeve smrti, FIA je učinila nošenje čvrste kacige obaveznim. Talijan kacigu u Švicarskoj nije imao. U Argentini je pak pod državnom paskom osnovana trkaća momčad Scuderia Achille Varzi, koja je pružala potporu ondašnjim vozačima u pohodu na europsku trkaću scenu, a vodio ju je dugogodišnji Varzijev mehaničar Amedeo Bignami.

## Vanjske poveznice
- Achille Varzi - Driver Database
- Achille Varzi - Racing Sports Cars
- Achille Varzi - Stats F1